# 尹维峻
尹维峻（1896年—1919年7月16日），浙江嵊县人，光复会会员。
尹维峻很早就参加光复会的反清活动。1910年与姐姐尹锐志及陶成章、李燮和等人在上海法租界组织锐进学社，发行《锐进学报》。1911年辛亥革命期間，尹维峻來到杭州参加反清起事，占领浙江巡抚署，又参与攻打南京。中华民国成立后出任南京临时政府总统府顾问。尹维峻後來参与反对袁世凯。1917年7月，出任护法军政府顾问。1919年7月16日，尹维峻在广东汕头被北洋政府派人殺死，年仅23岁。